# آواز عقرب‌ها
آواز عقرب‌ها فیلمی به کارگردانی آنوپ سینگ و بازی گلشیفته فراهانی و عرفان خان و وحیده رحمان بازیگر مطرح هندی،
این فیلم محصول کشور فرانسه و سوئیس سال ۲۰۱۷ است.زمان نمایش اولیه این فیلم در جشنواره بین‌المللی فیلم لوکارنو خواهد بود.

## داستان فیلم
داستان فیلم در مورد قومی است که در سرزمینی بیابانی و مملو از عقرب زندگی می‌کنند. وقتی فردی دچار عقرب زدگی می‌شود فردی که نغمه سرای عقرب است می‌تواند این مشکل را حل کند.